# Мелодія для катеринки
«Мело́дія для катери́нки» (рос. Мелодия для шарманки) — український фільм режисерки Кіри Муратової, спродюсований компанією «СОТА Сінема Груп».
Прем'єра стрічки відбулася 21 червня 2009 року в рамках основного конкурсу XXXI Московського міжнародного кінофестивалю.

## Сюжет
Залишившись після смерті матері сиротами, зведені брат і сестра вирушають на пошуки своїх батьків у велике місто. На шляху вони зустрічають безліч різних людей: добрих і злих, бідних і багатих, розумних та ідіотів — але нікому до них немає рівно ніякого діла, адже кожен занурений у свої турботи. Тим більше напередодні Різдва. Холодна чарівна різдвяна ніч завершується аж ніяк не казковим фіналом.

## Ролі
| Актор               | Роль                              |
| ------------------- | --------------------------------- |
| Роман Бурлака       | Микита                            |
| Олена Костюк        | Олена                             |
| Олег Табаков        | «Котик»                           |
| Рената Литвинова    | «Киця»                            |
| Ніна Русланова      | безхатько                         |
| Наталя Бузько       | клептоманка                       |
| Жан Даніель         | шоумен                            |
| Георгій Делієв      | безхатько                         |
| Яків Кучеревський   | Марк                              |
| Олександр Шварцбург | працівник камери схову на вокзалі |
| Ута Кільтер         | працівниця довідкового бюро       |
| Віталіна Біблів     | азартна жінка                     |
| Семен Крупник       | епізод                            |
| Людмила Сатосова    | епізод                            |
| Євген Голубенко     | сліпий гравець                    |
| Сергій Детюк        | міліціонер на вокзалі             |
| Олег Фіалко         | режисер                           |
| Юрій Невгамонний    | епізод                            |
| Євген Юхновець      | епізод                            |
| Валентин Козачков   | епізод                            |
| Петро Панчук        | п'яниця на вокзалі                |

## Нагороди та номінації
- На XXXI Московському міжнародному кінофестивалі картина була удостоєна призу Міжнародної федерації кінопреси і призу Міжнародної федерації кіноклубів за найкращий фільм конкурсної програми (Москва, Росія)..
- 2009 - володар Гран-прі «Золота лоза» XVIII Відкритого фестивалю кіно «Кіношок» (Анапа, Росія).
- 2010 - переможець премії «Ніка» за 2009 рік в номінації «Найкращий фільм країн СНД і Балтії» (Москва, Росія).

## Знімальна група
- Режисер-постановник: Кіра Муратова
- Сценаристи — Володимир Зуєв, Кіра Муратова
- Оператор-постановник: Володимир Панков
- Редактор і художник-постановник: Євген Голубенко
- Композитор: Валентин Сильвестров
- Продюсер: Олег Кохан
- Монтаж: Тамара Денисова
- Звук: Олександр Щепотін
- Художник по костюмах: Руслан Хвастов
- Грим: Лада Лаферова
- Режисер: Тетяна Бородіна
- Оператор: Сергій Колбінев
- Оператор крана: Олександр Шигаєв
- У фільмі звучать пісні у виконанні Земфіри Рамазанової і Анни Герман; «Щедрик» і українські народні пісні у виконанні Ніни Русланової, ансамблю «Квінта», тріо «Млада» та ін.
- Директор фільму: Марина Жидецька

## Кошторис
Фільм частково профінансований Держкіно. Договір на виробництво та розповсюдження фільму «Мелодія для шарманки» на умовах державного замовлення був укладений між Державною службою кінематографії та ТОВ «СОТА Сінема Груп» 24 вересня 2007 року. Частка кошторису оплачена Держкіно - 9,8 млн грн. Загальний бюджет стрічки - 11,3 млн грн. ($1.5 млн).

## Відгуки кінокритиків
Українські кінокритики схвально відгукнулися про стрічку.